# 革新
革新（かくしん）とは、字句通りの意味では新たに革（あらた）めることを意味し、既存のものをより適切と思われるものに変更することを意味する。
戦前には、右翼勢力を指して「革新派」・「革新官僚」・「革新右翼」と呼んだ。一方、戦後には、日本社会党や日本共産党など左翼勢力を指して「革新政党」・「革新勢力」・「革新統一」・「革新自治体」と呼んだ。伝統的な政治学の図式では、左翼（left）・社会主義（socialism）・共産主義（communism）、あるいは社会自由主義・社会民主主義と同義で用いられる。
「改革（Reform）」や「新機軸（Innovation）」と同じく抽象的に用いられる。

## 概要
思想としての革新は政治分野で使われることが多く、主に現行の政治体制の変更を優先的に要求する立場であるとされる。対する概念は伝統や現状を優先する保守。
進歩主義とは、（共に、左翼・社会主義・共産主義の婉曲表現として用いられることもある点も含め）意味的に重なる部分が多いため、あまり厳密な区別がなされず同義語として混用されることも多い。現に、progressive やprogressivismの訳語として、「進歩的/進歩派」・「進歩主義」の他に、「革新的/革新(派)」・「革新主義」などの訳語が用いられることもある。
近代社会においては、社会主義・共産主義など左翼系への政治形態の変更を主張する立場や、社会民主主義などの改良主義的政策を導入する立場も、一般的に革新に分類される。この為、国家権力や中央集権の強化を意味する。一方、国家による束縛や介入、危害を憎む政治姿勢は「自由主義」と見なされ、革新（左翼）とは対極に位置する。
伝統的な政治学の図式を前提とするなら、保守は、因襲の根深い非都市部・ブルーカラー・非知識階級を支持層としがちなのに対して、革新は、因襲に縛られず、短期間の成果が重視され、社会の歪みに敏感な都市部・ホワイトカラー・知識階級を支持層とすることが多い。

## 日本の革新勢力

### 戦前
戦前の革新は、1930年代後半に革新官僚と言われた国家統制を指向する勢力に代表されるように、国家主導の社会主義的な改革をめざす方向性をもったことばであった。また、右翼の中にも社会主義から強い影響を受け、一部の国学の系統を引く日本の保守思想家からの転向者や左翼からの転向組の中から国家社会主義思想を持つグループが現れた。この系統は革新右翼と言う。赤松克麿が結党した日本革新党もこの流れをくむ。この潮流はやがて戦時体制という形で国家に事実上取り入れられることになったが、その時代でも八幡製鉄所の民営化など一部では自由主義的な政策は採られていた。

### 戦後から冷戦終了まで
戦後、革新のことばが使われるようになったのは、1955年11月15日に自由党と日本民主党とが合同して自由民主党を結成したことを「保守合同」と称したことから、対抗する政党を自認していた日本社会党と、その影響下にある勢力が使い始めたものである（55年体制）。因みに1955年以降「革新」と呼ぶようになったそれらの左派勢力は、戦前「無産政党」などと呼ばれていた勢力ともほぼ一致する。実際の政治の場面での革新という用語は、1967年の東京都知事選挙で、日本社会党や日本共産党が共同で推した美濃部亮吉が当選したことで、京都府知事であった蜷川虎三とあわせて〈革新自治体〉という表現が広く使われるようになったと考えてよい。これに社会党代議士から横浜市長に転じた飛鳥田一雄も含めて、社会党と共産党の共闘を軸とする革新連合が政治の話題となったのである。これには、党綱領で連合政権を目標として明確に掲げていた日本共産党が1969年の総選挙で14議席を獲得し、発言力が増したこととも関連する。この頃の社会党、共産党はともにスターリン主義だった。
1971年の統一地方選挙では、東京都の美濃部、横浜市の飛鳥田の再選をはじめ、大阪府の黒田了一、川崎市の伊藤三郎など、各地で社共両党の共闘による新首長が誕生し、道府県議選挙でも、日本共産党が公明党や民社党の議席を上回る状況が生じた。また、1972年の総選挙では、共産党が野党第2党に躍進した。統一地方選挙の時期以外にも、埼玉・滋賀・岡山・香川などの各県で、また名古屋・神戸などの政令指定都市でも革新派が当選した。この結果は公明党の戦略にも変更をもたらし、一時期ではあるが日米安全保障条約の撤廃を主張するようにもなった。〈革新〉ということばが、安保条約と、当時問題になっていた公害問題をめぐっての大企業への規制への態度を基準として計られるようになった。
1970年代後半には、国政レベルでは、社会党の全野党共闘論と、共産党のとりあえず一致できる点での共闘という社共共闘先行論との対立があり、国政選挙での選挙協力は参議院選挙における沖縄県選挙区のケースを除いてはほとんど成立しなかった（1977年の参院選での宮城県選挙区のケースがある）。また、地方政治においても、いままでの革新自治体が政策の基盤にしていた福祉の充実による民政安定が、高度経済成長の失速による自治体への税収の不安定化のために、財政的な裏づけが困難になり、いくつかの自治体では財政破綻につながる状況になったことで、革新自治体の継続が困難になっていった。さらに、1980年1月の、社会党と公明党との間で締結された政権合意（社公合意）に、日本共産党は政権協議の対象としない、と明確に位置づけられたことで、それまでの革新路線は政党間の政策課題としては終結した。
こうした経緯の上に、朝日新聞を筆頭とする毎日新聞･中日新聞などのリベラル系マスメディアは、左翼・左派勢力を「革新」と呼び換えて使用していた（一部ではなお使用している）。逆に、産経新聞などの保守系マスメディアは「革新」よりむしろ「左翼」を用い、その対立陣営を「右翼」「右派」ではなく「保守」と称する傾向にあった。

### 冷戦後から現在
1989年に冷戦が終わり、1991年限りでソ連が崩壊すると、冷戦体制であった55年体制も1993年8月9日に崩壊（細川内閣の成立）。1993年以降は、革新勢力が衰え、小政党が離合集散を繰り返し、新たに自民党の対抗政党として伸張してきた民主党やその後継である民進党は、一概に保守とも革新とも分別できない混成勢力であった。過去数十年の経緯の延長上になお社会民主党や共産党（また沖縄社会大衆党）を「革新」と呼ぶ習慣はメディア上に見られる。
2014年に結成された維新の党や2016年に結成された日本維新の会は、英語名をそのまま訳すと「日本革新党」とも訳せるが、伝統的な政治学に言う「革新」の立場ではない。ただし、2012年結成の日本維新の会は、英語名にも革新を意味する英単語を含まない。
2017年に民進党を離党した議員の一部にて結成された立憲民主党は、産経新聞には革新勢力の系譜を継ぐとの主張が、毎日新聞には革新系の前職らが集まったとの記載が、韓国紙「東亜日報」（電子版）には「進歩（革新）的性向の立憲民主党」との記載がされる他、報道各社からリベラルともされている。代表の枝野幸男は、自身の政治的立場を保守でありリベラルであると説明している。
その後、2020年に国民民主党の大半と立憲民主党が合流する形で新立憲民主党が結党された。旧国民出身者には保守派が多く、左派・リベラル系の党内グループより中道・保守系の党内グループに所属する議員が多いとされるものの、党内で最大規模を誇る近藤Gは左派・リベラル色が強く、初代代表の枝野が同派顧問を務め、海江田万里衆議院副議長らも所属している。
なお、現在も反米や日米安保条約の解消と、大企業への規制の強化を主張する勢力は、その後も自らを革新と位置づけている。そうした団体の一つに、「平和・民主・革新の日本をめざす全国の会（全国革新懇）」がある。

## 批判
ナチズム（国家社会主義）とスターリニズム（共産主義）は革新の双生児という見方があり、思想家吉本隆明は「人類の教師のようなことを言いながら裏で農民を虐殺するなど、良いことをいって悪いことをやったスターリンの方が、ユダヤ人を絶滅させなくちゃならん、と悪いことをいって悪いことをやったヒトラーよりも悪い」と述べている 。